# 去乙酰基秋水仙素
去乙酰基秋水仙素或去乙酰基秋水仙碱是一种有机化合物，化学式为C20H23NO5。它可由秋水仙素和二碳酸二叔丁酯反应，再脱去叔丁氧羰基得到。它可用于合成秋水仙素衍生物。